# ヒスティアイオス
ヒスティアイオス（Histiaeus, ? - 紀元前494年）は、リュサゴラスの息子で、紀元前6世紀後期のミレトスの僭主。

## スキタイ遠征
ヒスティアイオスは、小アジアにあったミレトスや他のイオニア都市国家を支配するアケメネス朝ペルシア王ダレイオス1世に仕える僭主の1人だった。ヘロドトスによると、ヒスティアイオスは他の僭主たちとともにペルシア軍のスキタイ遠征に随行し、ドナウ川に架かったダリウスの橋の守備にあたった。スキタイ人はヒスティアイオスたちに橋を放棄するよう勧告した。一説には、当時ケルソネソス （en:Chersonesos）の僭主だった、アテナイのミルティアデスがスキタイ人の提案に従おうと主張したが、ヒスティアイオスは、自分たちはダレイオス王の臣下として橋を死守しなければいけないと異議を唱えた。ヒスティアイオスはスキタイ人に従うふりをすることにした。彼らのところに1人の大使を送り、その間、残った僭主たちも橋を壊す真似をした。ヒスティアイオスはスキタイ人たちにいなくなったペルシア人を探しに行くと嘘を言って、いったん橋を離れた。スキタイ人が立ち去った後に、ヒスティアイオスたちはドナウ川に戻って、急いで川を渡る船団を組織したということである（『歴史』IV.137-141）。
その遠征の間、ヒスティアイオスは、ストリュモン川（現・ストルーマ川）のミュルシノス（後にアムフイポリスができた場所）に植民地を作り出した。ダレイオス1世と一緒にサルディスに帰還した後で、ダレイオス1世はヒスティアイオスに何か望むものがないか尋ねた。ヒスティアイオスは真っ先にミュルシノスを望んだ（V.11）。ペルシア軍司令官のメガバゾス（en:Megabazus）はヒスティアイオスが、その場所にこだわるのは、銀や材木の産地であるうえに、ヨーロッパへの足がかりとして戦略的に重要な場所と考えているのだろうと疑った。ダレイオス1世はヒスティアイオスの忠誠を信じていたが、それでも一抹の不安は拭いきれず、スーサの王宮に来て、良き友人良きアドバイザーになって欲しいと、ヒスティアイオスに頼んだ（V.23-25）。同時に、ヒスティアイオスの甥で、また婿でもあるアリスタゴラスをミレトスに飛ばした（V.30）。ヒスティアイオスはスーサでの暮らしが好きになれなかった。そこで、ミレトスで力を取り戻そうと、イオニアで反乱を扇動する計画を立てた。

## イオニアの反乱
紀元前499年のことである。ヒスティアイオスは最も信頼する奴隷の髪の毛を剃り、その頭にメッセージを刺青し、髪の毛がまた生え揃うのを待って、アリスタゴラスの所に旅立たせた。アリスタゴラスは奴隷の頭を剃って、ヒスティアイオスのメッセージを読んだ。その内容は、ペルシアに対して反乱を起こすことだった。アリスタゴラスはナクソス島遠征の失敗以降、部下たちからも嫌われていたので、汚名返上のいい機会だと、ヒスティアイオスの命令に従うことに決め（V.35-36）、アテネとエレトリアに応援を頼んだ。そして、サルディスを炎上させた（V.97-102）。いささか眉唾ものではあるが、これがヘロドトスの語る、イオニアの反乱の原因のすべてである。ダレイオス1世は反乱の知らせを聞いた時、ヒスティアイオスを呼びにやった。ヒスティアイオスは何も知らないふりを通して、逆に、その鎮圧に行かせて欲しいと頼んだ。ダレイオス1世はまんまと騙されて、それを許した。
ミレトスに向かう途中、ヒスティアイオスはサルディスに寄った。そこで、アルタフェルネス提督からも反乱の原因を訊かれたが、ヒスティアイオスはここでも知らないふりを通した。しかし、アルタフェルネスは事件の全貌に気がついた。ヒスティアイオスはやむなくキオス島に逃げた。その時、サルディアの何人かのペルシア人を巻き込んだのだが、後で彼らはアルタフェルネスに殺された。ヒスティアイオスはキオス島で艦隊を作ろうとしたが、それは成功しなかった。その代わりに、ミレトスの僭主に復帰しようとした。しかしミレトスの人々はそれを望まず、ヒスティアイオスをレスボス島に追放した。ヒスティアイオスはその島で船を集め、ヘロドトスの話によれば、ビュザンティオンを基地に、黒海やエーゲ海で海賊行為を働きだした（VI.1-5）。反乱の間、ダライオス1世がボスポラス海峡を支配下に置いた可能性は充分ある。
一方、ペルシア軍は紀元前494年のラデ沖の戦いで反乱を鎮圧した。それを知ったヒスティアイオスは、ビュザンティオンを出て、キオス島を攻撃し、タソス島を封鎖した。それからペルシア軍を攻撃するため、本土に上陸しようとした。ギリシア軍がペルシア軍と戦うため結集したが、ヒスティアイオスはペルシア軍将軍ハルパゴスに捕まってしまった。アルタフェルネス提督はヒスティアイオスをスーサに送り返したくなかった。ダレイオス1世がヒスティアイオスを赦すことがわかっていたからだ。それで提督はヒスティアイオスを処刑して、その首をミイラにしてダレイオス1世に送った。この時には、さすがにダレイオス1世もヒスティアイオスを信じておらず、逆賊の首を、名誉ある埋葬に処すこともなかった（VI.26-30）。